# آد-بیرلاند
آد-بیرلاند (به هلندی: Oud-Beijerland) یک منطقهٔ مسکونی در هلند است که در هلند جنوبی واقع شده‌است. آد-بیرلاند ۰ متر بالاتر از سطح دریا واقع شده‌است.